# 拉維·庫馬爾·黛希雅
拉維·庫馬爾·黛希雅（英語：Ravi Kumar Dahiya，1995年3月27日—）也稱為拉維·庫馬爾，是印度自由式角力運動員。在2020年夏季奧林匹克運動會奪得銀牌，2019年世界角力錦標賽奪得銅牌。

## 外部連結
- 拉維·庫馬爾·黛希雅在United World Wrestling（英语）
- 拉維·庫馬爾·黛希雅在Olympics.com（英语）
- 拉維·庫馬爾·黛希雅在Olympedia（英语）